# Miguel Ángel Ruiz Macías
Miguel Ángel Ruiz (Guadalajara, México, 27 de agosto de 1952) también conocido como Don Miguel Ruiz, es un médico, autor, escritor y orador mexicano de textos y temas espiritualistas o neochamanísticos influenciado por el peruano Carlos Castañeda.

## Vida
Una tarde de los años 70, Ruiz se quedó dormido al volante mientras conducía por México. Se despertó de repente, justo cuando el coche se estrellaba contra un muro de hormigón. Ruiz recuerda que no estaba en su cuerpo mientras se veía a sí mismo sacar a sus dos amigos del coche. “En ese momento supe que yo era más que mi cuerpo físico”, dice Ruiz. “Me pregunté: si soy más que esto, ¿qué soy?”. Un período de profunda introspección lo llevó a estudiar la sabiduría antigua con su madre y a completar un aprendizaje con un chamán en el desierto mexicano. Entonces decidió que su vocación era enseñar la tradición tolteca.
Unos 20 años después, las creencias de Ruiz se pusieron a prueba aún más. En febrero de 2002, sufrió un ataque cardíaco casi fatal. Su estado de debilidad lo llevó a suspender su extensa actividad de hablar en público y dar conferencias, y le pasó la posta a su hijo, José Luis Ruiz. “Después del infarto tuve que volver a aprender todo”, dice Ruiz. “Mi cuerpo físico está más débil y estoy avanzando hacia una creación más personal, a través de la pintura, el arte y la expresión personal”, relató.
Los objetivos de Ruiz no incluían necesariamente ser escritor cuando dejó su trabajo como médico en Tijuana. En 1987, se mudó a San Diego, California, y trabajó con su madre, una curandera, en la sanación espiritual y la enseñanza. Parte de esa enseñanza incluía llevar a los estudiantes a "viajes de poder" a sitios antiguos de todo el mundo.
En mayo de 1999, Oprah Winfrey invitó a Ellen DeGeneres a su programa y ella le preguntó a la comediante cómo lidió con la pérdida de su comedia. DeGeneres le preguntó a Winfrey, si había oído hablar de Los cuatro acuerdos. El resto es historia para Ruiz. Oprah lo convirtió en una superestrella cuando lo invitó a su programa de "favorite things" en octubre de 2000. Winfrey descubrió que el consejo del libro sobre no tomar las cosas personalmente la ayudó a lidiar con las incesantes críticas de los tabloides sobre su vida. Ella y su personal compraron copias para sus amigos y Winfrey recomendó el libro en su revista. El actor Peter Coyote, también elevó el perfil de Ruiz al declarar en la radio New Dimensions, un pilar de la nueva era, que el trabajo de Ruiz lo había transformado. Coyote narró el audiolibro de Los cuatro acuerdos.

## Los cuatro acuerdos
Su obra más influyente es Los cuatro acuerdos. Fue publicada en 1997 y ha vendido cerca de 4 millones de ejemplares. Fue presentada en el programa de televisión Oprah.
Los cuatro acuerdos son:
1. Sé impecable con tus palabras.
2. No tomes nada personalmente.
3. No hagas suposiciones.
4. Haz siempre tu máximo esfuerzo.

Ruiz también escribió un cuaderno de trabajo como complemento a Los cuatro acuerdos. Después escribió varios otros libros, incluyendo La voz del conocimiento, Oraciones y La maestría del amor. En Más allá del miedo, de Mary Carroll Nelson, él discute algunas de sus creencias a través de una serie de entrevistas, incluyendo su creencia en la leyenda de la Atlántida; su creencia de que el sol entró a su sexta era el 11 de enero de 1992, que debería llevar a una nueva era para la humanidad; y su fe en el poder espiritual de la Pirámide del Sol en Teotihuacán. En 2002 sufrió un ataque cardiaco masivo, en un retiro que estaba realizando en Texas, pero se ha recuperado desde entonces.

## Obra
- The Four Agreements: A Practical Guide to Personal Wisdom (A Toltec Wisdom Book), 1997, Amber-Allen Publishing, Inc. ISBN 1-878424-31-9
- The Mastery of Love: A Practical Guide to the Art of Relationship (Toltec Wisdom Book), 2002, Amber-Allen, ISBN 1-878424-44-0
- Beyond Fear: A Toltec Guide to Freedom and Joy - The Teachings of Don Miguel Ruiz, 1997, Council Oak Books, ISBN 1-57178-038-6
- The Voice of Knowledge: A Practical Guide To Inner Peace, 2004, Amber-Allen Publishing, Inc. ISBN 1-878424-54-8
- The fifth agreement - a Toltec wisdom Book, 2010, Amber Allen Publishing.,inc., ISBN 978-607-7835-11-0